# 全米犯罪情報センター
全米犯罪情報センター（ぜんべいはんざいじょうほうセンター National Crime Information Center；略 NCIC ）は、アメリカ合衆国全域で発生する各種犯罪情報を登録・照会するためにFBI (連邦捜査局) の管理下に置かれるデータベース。

## 概要
多岐に亘る法執行機関の間の情報流通を促進すべきとの目的で、1967年、当時の長官であったJ・エドガー・フーヴァーの指示下に構築された。各州の警察や保安官事務所等の法執行機関、DMV（Department of Motor Vehicle：自動車局）のネットワークと相互に接続され、情報が共有される。
当初のインフラストラクチュア・コストとして2億ドル近くが費やされ、1990年代中頃までには、プログラムは「NCIC2000システム」まで改良された。1993年の GAO（Government Accountability Office：政府会計監査機関 ）評価によって、さらなる改良およびシステム更新のために、FBI は改めて20億ドルを費やす必要があるだろうとの勧告が下された。
主な登録内容としては、犯罪経歴（前科・前歴・逮捕歴等）、保護観察中の者、盗難あるいは紛失した銃、贓品、犯罪組織の構成員、出入国記録、車輌の登録情報等があり、各地域の出先機関端末から参照することができる。